# Joanna Mackiewicz-Łyziak
Joanna Mackiewicz-Łyziak – polska ekonomistka, doktor habilitowany nauk społecznych, profesor na Uniwersytecie Warszawskim.

## Kariera naukowa
W 2004 roku na Uniwersytecie Warszawskim uzyskała tytuł magistra ekonomii. W 2008 roku na Wydziale Nauk Ekonomicznych tej samej uczelni uzyskała stopień doktora nauk ekonomicznych na podstawie rozprawy pt. Wiarygodność banku centralnego. Determinanty, pomiar i wpływ na skuteczność polityki pieniężnej, której promotorem był Ryszard Kokoszczyński. W 2011 roku została zatrudniona na tejże uczelni, a w 2020 roku uzyskała na niej stopień doktora habilitowanego nauk społecznych na podstawie pracy pt. Stabilność fiskalna – ocena oraz związki z polityką pieniężną.